# Marc Parmentier
Pour les articles homonymes, voir Parmentier.
Marc Parmentier, né le 24 mars 1956, est un scientifique belge, professeur à l'Institut de recherche multidisciplinaire en biologie humaine et moléculaire (IRIBHM) de l'Université libre de Bruxelles (ULB).

## Biographie
Les intérêts de recherche de Marc Parmentier portent sur les récepteurs couplés aux protéines G (RCPG) et sur les modèles transgéniques des pathologies humaines.
En 1999, il a reçu le prix Francqui en sciences biologiques et médicales.